# Хан Јунис
Хан Јунис (арап. خان يونس) је град и избеглички камп у Појасу Газе. Град је скоро у потпуности разорен током рата Израела и Хамаса.
Број становника се процењује на 205.125. Избеглички камп је основан 1948. године од стране Уједињених нација, а 2002. у њему је било регистровано 60.662 избеглице. Дана 3. новембра 1956. у кампу се догодио масакр у којем су трупе Израела убиле 275 цивила и 8 радника Уједињених нација. Град представља велико упориште групе Хамас, па је из тог разлога честа мета Војске Израела.